# Bad Gandersheim
Bad Gandersheim er en by og kommune i det centrale Tyskland, beliggende vest for bjergområdet Harzen under Landkreis Northeim. Denne landkreis ligger i delstaten Niedersachsen.

## Geografi
Bad Gandersheim er beliggende mellem Leinebergland, Weserbergland Harzvorland i dalen til floden Gande. Mod nord ligger højdedraget Heber. Kommunens område er overvejende bjergrigt med Harzen 10 km øst for byen og floddalen Leine 5 km mod vest.
I Bad Gandersheim ligger landsbyerne og kommunedelene:
| - Ackenhausen - Altgandersheim - Clus - Dankelsheim - Dannhausen | - Ellierode - Gehrenrode - Gremsheim - Hachenhausen - Harriehausen | - Heckenbeck - Helmscherode - Seboldshausen - Wolperode - Wrescherode |

## Historie
Byens historie går tilbage til år 852, da Gandersheim Kloster blev oprettet af Liudolf og hans frue Oda. Den første klosterkirke blev påbegyndt i 856. I 990 fik klostret markeds- og skatterettigheder, og i det 10. århundrede var Gandersheim generelt én af de vigtigste byer i Hertugdømmet Sachsen; Den første tyske digter Hrosvit levede og arbejdede her indtil 973.
Da mineralkilden blev opdaget i 1240, tog Pave Gregor 9. initiativ til at oprette et helligåndshospital. Omkring år 1330, byggede hertugen af Braunschweig et slot.
I slutningen af 1800-tallet blev byen kendt for sine mineralkilders helbredende egenskaber, og i 1932 fik Gandersheim de officielle rettigheder til at kalde sig kurby, og bruge forstavelsen Bad Gandersheim.
Under 2. verdenskrig fandtes der fra oktober 1944 til april 1945 en lejrafdeling under Buchenwald koncentrationslejr, der producerede flyvemaskinedele.